# Saül Goodman (percussionista)
Saül Goodman   (Brooklyn, 16 de juliol de 1907 - Palm Beach, 26 de gener de 1996) va ser el principal timpanista de la Filharmònica de Nova York del 1926 al 1972.

## Carrera
Goodman va néixer a Nova York, fill d'emigrants jueus polonesos, Abraham L. Goodman i Yetta Feigenbaum Goodman. Va créixer a Brooklyn i va aprendre sota les instruccions d'Alfred Friese, a qui va succeir com a principal timpanista de la Filharmònica de Nova York. Goodman va ser membre de les facultats del Conservatori de música del Québec a Mont-real i de la Juilliard School of Music, on va ensenyar a molts que van passar a ser timpanistes en orquestres simfòniques de tot el món, com el gran Charles Owen.
Durant la seva carrera, Goodman va fer innovacions en la construcció de tambors i malles, incloent un sistema d'afinació de tambors i una línia de malls de timbals. Va morir a Palm Beach, Florida.

## Obres
Llibre de mètodes
- Mètode modern per a timpani
- Solos clàssics moderns per a tambor
- Col·lecció Saul Goodman Memorial Percussion Ensemble

Solo
- Introducció i Allegro (Timpani)
- Ballad for the Dance (Timpani i platet suspès)

Ensemble
- Scherzo per a percussió per a 3 intèrprets
- Tema i variacions per a 4 intèrprets
- Suite Proliferation per a 7 intèrprets

## Estudiants notables
- Elden C. "Buster" Bailey, Filharmònica de Nova York
- Everett "Vic" Firth, Orquestra Simfònica de Boston
- William Kraft, Filharmònica de Los Angeles
- Leon Milo, compositor, percussionista. i artista sonor
- Ruth Underwood, percussionista Frank Zappa 's mares de la invenció a partir de 1967 a 1977
- Tatsuo Sasaki, Israel Philharmonic Orchestra (assistent de timbals/percussió), Orquestra Sinfonica Brazileiro (timpanista), San Diego Symphony (timpanista)
- Charles Owen, després de 20 anys amb la Marine Band, Owen es va convertir en percussionista principal de lOrquestra de Filadèlfia